# ワンタフトブラシ

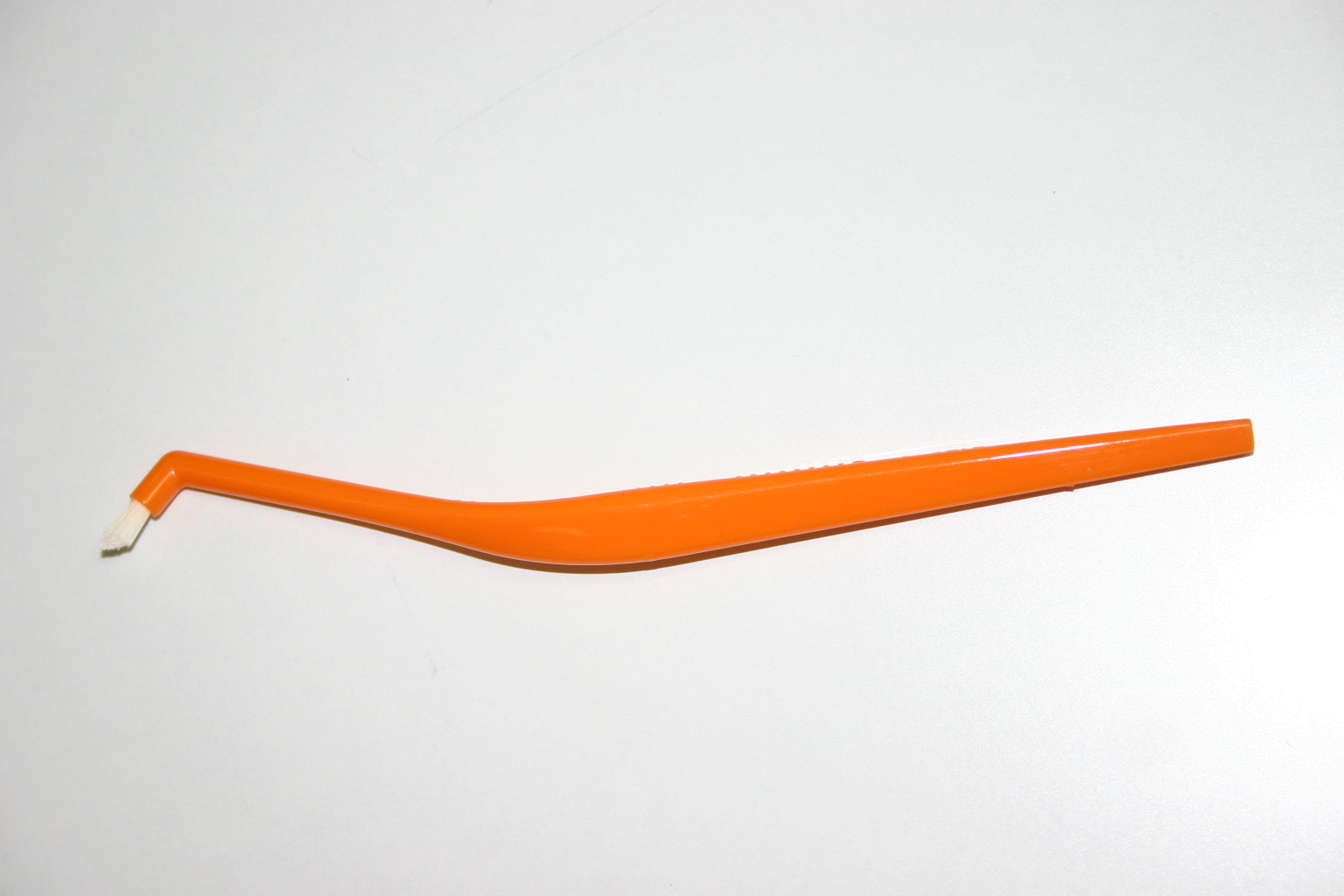
ワンタフトブラシ

ワンタフトブラシ（英: single-tufted brush）とは、通常の歯ブラシでは磨ききれない孤立歯、梃出歯、叢生部などを効果的に磨くための専用道具である。
通常の歯ブラシでは孤立歯を磨く際に歯ブラシの腹の部分が咬合面にぶつかり、奥面が磨きにくい。ワンタフトブラシは腹の部分の毛束をカットした形状となっているため、より深く差し込むことが可能となっている。また、細い毛束のために叢生部の引っ込んでいる部分に確実にフィットさせ、しっかりと磨ける。